# Ficus maitin
Ficus maitin är en mullbärsväxtart som beskrevs av Henri François Pittier. Ficus maitin ingår i släktet fikonsläktet, och familjen mullbärsväxter. Inga underarter finns listade i Catalogue of Life.